# Перелік пам'яток історії Ківерцівського району
У Ківерцівському районі Волинської області станом на 2008 р. нараховується 47 пам'яток історії.
| № п/п | Охорон ний номер | Місцезнаходження пам'ятника, його адреса | Найменування пам'ятника                                                                                            | Датування       | Автор                                  | Дата спорудження | Дата і № рішення облвиконкому (адміністрації), постанови Кабінету Міністрів України про взяття пам'ятника під охорону | На чиєму утриманні перебуває   |
| ----- | ---------------- | ---------------------------------------- | --- | --------------- | -------------------------------------- | ---------------- | --- | ------------------------------ |
| 1.    | 859              | С. Башлики                               | Могила радянського воїна Шаваріна                                                                                  | 1941            |                                        | 1990             | 65-р від 24.12.91 р.                                                                                                  | Виконкому Дубищенської с/р     |
| 2.    | 135              | С. Берестяне                             | Пам'ятник землякам                                                                                                 | 1941—1945       |                                        | 1965             | 360-р від 08.04.69 р.                                                                                                 | Виконкому Берестянської с/р    |
| 3.    | 335              | С. Борохів                               | Пам'ятник землякам                                                                                                 | 1941—1945       | Калашніков                             | 1970             | 477-р від 28.11.75 р.                                                                                                 | Виконкому Борохівської с/р     |
| 4.    | 860              | С. Городище                              | Могила братська радянських воїнів                                                                                  | 1944            |                                        | 1990             | 65-р від 24.12.91 р.                                                                                                  | Виконкому Сильненської с/р     |
| 5.    | 103              | С. Горянівка                             | Могила радянського воїна Прядко                                                                                    | 1944            |                                        |                  | 415-р від 22.06.99 р.                                                                                                 | Виконкому Дідичівської с/р     |
| 6.    | 336              | С. Грем'яче                              | Пам'ятник землякам                                                                                                 | 1941—1945       | Щербін А. П.                           | 1968             | 477-р від 28.11.75 р.                                                                                                 | Виконкому Грем'яченської с/р   |
| 7.    | 146              | С. Дачне                                 | Німецьке кладовище часів Другої світової війни                                                                     | 1942            |                                        |                  | 415-р від 22.06.99 р.                                                                                                 | Виконкому Прилуцької с/р       |
| 8.    | 337              | С. Дерно                                 | Пам'ятник землякам                                                                                                 | 1941—1945       | Львівська кераміко-скульптурна фабрика | 1970             | 477-р від 28.11.75 р.                                                                                                 | Виконкому Дернівської с/р      |
| 9.    | 136              | С. Дідичі                                | Пам'ятник землякам                                                                                                 | 1941—1945       | Сиротюк Я., Антонюк С.                 | 1968             | 360-р від 04.08.69 р.                                                                                                 | Виконкому Дідичівської с/р     |
| 10.   | 467              | С. Домашів                               | Пам'ятник землякам                                                                                                 | 1941—1945       | Неверов                                | 1968             | 457-р від 16.10.78 р.                                                                                                 | Виконкому Журавичівської с/р   |
| 11.   | 626              | С. Жидичин                               | Пам'ятник землякам                                                                                                 | 1941—1945       | Скакун Я. І., Федин                    | 1980             | 142-р від 29.04.84 р.                                                                                                 | Виконкому Жидичинської с/р     |
| 12.   | 468              | С. Жорнище                               | Пам'ятник землякам                                                                                                 | 1941—1945       | Гребень П. К.                          | 1974             | 457-р від 16.10.78 р.                                                                                                 | Виконкому Жорнищенської с/р    |
| 13.   | 340              | С. Журавичі                              | Пам'ятник землякам                                                                                                 | 1941—1945       | Р. Щепетков                            | 1967             | 477-р від 28.11.75 р.                                                                                                 | Виконкому Журавичівської с/р   |
| 14.   | 861              | С. Журавичі                              | Могила розстріляних євреїв                                                                                         | 1942            |                                        | 1990             | 265-р від 24.12.91 р.                                                                                                 | Виконкому Журавичівської с/р   |
| 15.   | 137              | С. Залісоче                              | Пам'ятник землякам                                                                                                 | 1941—1945       | Ровицький П.                           | 1969             | 360-р від 04.08.69 р.                                                                                                 | Виконкому Дідичівської с/р     |
| 16.   | 339              | С. Звірів                                | Пам'ятник землякам                                                                                                 | 1941—1945       | Миколайчук                             | 1967             | 477-р від 28.11.75 р.                                                                                                 | Виконкому Звірівської с/р      |
| 17.   | 148              | С. Звози                                 | Могила радянських воїнів                                                                                           | 1944            |                                        |                  | 415-р від 22.06.99 р.                                                                                                 | Виконкому Суської с/р          |
| 18.   | 142              | М. Ківерці                               | Могила братська радянських воїнів                                                                                  | 1944            | Львівська кераміко-скульптурна фабрика | 1957ррек. 1985   | 360-р від 04.08.69 р.                                                                                                 | Виконкому Ківерцівської м/р    |
| 19.   | 145              | С. Клубочин                              | Могила братська мирних жителів                                                                                     | 1942            | Житомирський трест рудбуд-матеріалів   | 1970             | 360-р від 04.08.69 р.                                                                                                 | Виконкому Сильненської с/р     |
| 20.   | 685              | С. Кульчин                               | Могила радянського льотчика Гуськова В. Б.                                                                         | 1941            | Місцеві майстри                        | 1948             | 267-р від 25.08.86 р.                                                                                                 | Виконкому Жидичинської с/р     |
| 21.   | 469              | С. Липне                                 | Пам'ятник землякам                                                                                                 | 1941—1945       | Львівська кераміко-скульптурна фабрика | 1968             | 457-р від 16.10.78 р.                                                                                                 | Виконкому Липненської с/р      |
| 22.   | 470              | С. Личани                                | Пам'ятник землякам                                                                                                 | 1941—1945       | Львівська кераміко-скульптурна фабрика | 1968             | 457-р від 16.10.78 р.                                                                                                 | Виконкому Олицької сел./р      |
| 23.   | 341              | С. Макаревичі                            | Пам'ятник землякам                                                                                                 | 1941—1945       | Місцеві майстри                        | 1967             | 477-р від 28.11.75 р.                                                                                                 | Виконкому Макаревичівської с/р |
| 24.   | 104              | С. Метельне                              | Могила радянського воїна                                                                                           | 1944            |                                        |                  | 415-р від 22.06.99 р.                                                                                                 | Виконкому Олицької сел./р      |
| 25.   | 471              | С. Озеро                                 | Пам'ятник землякам                                                                                                 | 1941—1945       | Львівська кераміко-скульптурна фабрика | 1975             | 457-р від 16.10.78 р.                                                                                                 | Виконкому Озерської с/р        |
| 26.   | 686              | С. Озеро, на кладовище                   | Могила братська радянських воїнів                                                                                  | 1944            |                                        | 1975             | 267-р від 25.08.86 р.                                                                                                 | Виконкому Озерської с/р        |
| 27.   | 140              | Смт. Олика                               | Могила братська радянських воїнів                                                                                  | 1944            | Львівська кераміко-скульптурна фабрика | 1956             | 360-р від 04.08.69 р.                                                                                                 | Виконкому Олицької сел./р      |
| 28.   | 889              | Смт. Олика                               | Могила розстріляних євреїв                                                                                         | 1942            |                                        | 1990             | 265-р від 24.12.91 р.                                                                                                 | Виконкому Олицької сел./р      |
| 29.   | 656              | С. Пальче                                | Могила братська радянських воїнів та пам'ятник землякам                                                            | 1944; 1941–1945 | Коростишівський гранітнообробний завод | 1983             | 142-р від 29.04.84 р.                                                                                                 | Виконкому Хорлупівської с/р    |
| 30.   | 342              | С. Покащів                               | Пам'ятник землякам                                                                                                 | 1941—1945       | Місцеві майстри                        | 1967             | 477-р від 28.11.75 р.                                                                                                 | Виконкому Покащівської с/р     |
| 31.   | 689              | С. Покащів                               | Пам'ятний знак на місці загибелі комсомольця А. Данилевича                                                         | 1930—1945       |                                        | 1987             | 103-р від 25.04.88 р.                                                                                                 | Виконкому Покащівської с/р     |
| 32.   | 139              | С. Прилуцьке                             | Пам'ятник землякам                                                                                                 | 1941—1945       | Львівська кераміко-скульптурна фабрика | 1967             | 360-р від 04.08.69 р.                                                                                                 | Виконкому Прилуцької с/р       |
| 33.   | 850              | С. Прилуцьке                             | Будинок, у якому проживала письменниця Г. Запольська                                                               | ХІХ ст.         |                                        |                  | 265-р від 24.12.91 р.                                                                                                 | Виконкому Прилуцької с/р       |
| 34.   | 334              | С. Ромашківка                            | Дільниця братських могил російських воїнів                                                                         | 1916            |                                        |                  | 477-р від 28.11.75 р.                                                                                                 | Виконкому Дубищенської с/р     |
| 35.   | 343              | С. Словатичі                             | Пам'ятник землякам                                                                                                 | 1941—1945       | Львівська кераміко-скульптурна фабрика | 1970             | 477-р від 28.11.75 р.                                                                                                 | Виконкому Суської с/р          |
| 36.   | 344              | С. Сокиричі                              | Пам'ятник землякам                                                                                                 | 1941—1945       | Дибусь Г. І.                           | 1967             | 477-р від 28.11.75 р.                                                                                                 | Виконкому Сокиричівської с/р   |
| 37.   | 71               | С. Суськ                                 | Пам'ятник землякам                                                                                                 | 1941—1945       | Львівська кераміко-скульптурна фабрика | 1981             | 142-р від 29.04.84 р.                                                                                                 | Виконкому Суської с/р          |
| 38.   | 138              | С. Тростянець                            | Пам'ятник землякам                                                                                                 | 1941—1945       | Місцеві майстри                        | 1965             | 360-р від 04.08.69 р.                                                                                                 | Виконкому Тростянецької с/р    |
| 39.   | 687              | С. Тростянець                            | Пам'ятник на честь Колківської Першотравневої демонстрації                                                         | 1935            |                                        | 1980             | 267-р від 25.08.86 р.                                                                                                 | Виконкому Тростянецької с/р    |
| 40.   | 147              | С. Тростянець                            | Могила розстріляних євреїв                                                                                         | 1942            |                                        |                  | 415-р від 22.06.99 р.                                                                                                 | Виконкому Тростянецької с/р    |
| 41.   | 345              | С. Холоневичі                            | Пам'ятник землякам                                                                                                 | 1941—1945       | Львівська кераміко-скульптурна фабрика | 1967             | 477-р від 28.11.75 р.                                                                                                 | Виконкому Холоневичівської с/р |
| 42.   | 688              | С. Хопнів                                | Місце дислокації частин 1-ї армії Війська Польського                                                               | 1944            |                                        | 1974             | 267-р від 25.08.86 р.                                                                                                 | Виконкому Тростянецької с/р    |
| 43.   | 891              | С. Хопнів                                | Могила партизана лейтенанта Левицького С. В.                                                                       | 1943            |                                        | 1990             | 265-р від 24.12.91 р.                                                                                                 | Виконкому Тростянецької с\р    |
| 44.   | 657              | С. Хорлупи                               | Пам'ятник землякам                                                                                                 | 1941—1945       | Львівська кераміко-скульптурна фабрика | 1982             | 142-р від 29.04.84 р.                                                                                                 | Виконкому Хорлупівської с/р    |
| 45.   | 338              | С. Хорлупи                               | Пам'ятник землякам                                                                                                 | 1941—1945       | Львівська кераміко-скульптурна фабрика | 1975             | 477-р від 28.11.75 р.                                                                                                 | Виконкому Хорлупівської с/р    |
| 46.   | 143              | Смт. Цумань                              | Група братських могил радянських воїнів                                                                            | 1944            | Львівська кераміко-скульптурна фабрика | 1964             | 360-р від 04.08.69 р.                                                                                                 | Виконкому Цуманьської сел./р.  |
| 47.   | 134              | Урочище Лопатень                         | Меморіальний комплекс «Партизанська слава». Братська могила партизан. Партизанські землянки. Пам'ятник партизанам. | 1942—1944 1943  |                                        | 1967             | 360-р від 04.08.69 р.                                                                                                 | Цуманському лісгоспзагу        |
|       |                  |                                          | |                 |                                        |                  | |                                |

## Джерело
- Пам'ятки Волинської області